# Barockorchester
Ein Barockorchester ist eine Form des instrumentalen Ensembles, das sich in der Periode des Barock herausgebildet hat. In der Musikgeschichte wird der Zeitraum von 1600 bis 1750 als Barock innerhalb dessen definiert, was gemeinhin als „klassische Musik“ gilt. Vorformen entstanden schon im 16. Jahrhundert. Barockorchester sind in den meisten Fällen kleiner als moderne Orchester, wie sie sich mit der auslaufenden Epoche der Wiener Klassik und der Frühphase der Romantik zu Beginn des 19. Jahrhunderts herauszubilden begannen. Im Barockorchester spielten oft auch begabte musikalische Laien mit.

## Entwicklung
Während Kapellen an vielen Höfen der Renaissance über recht uneinheitliche und wechselnde Zusammensetzungen verfügten, begann man mit der aufkommenden Zeit des Barock, die Kapellen als feste Ensembles zu etablieren, wobei die Musiker oft auch Lakaien an den sie beschäftigenden Höfen waren. In Deutschland gilt der hessische Landgraf Wilhelm III. als einer der ersten Herrscher, die sich im Rahmen herrschaftlichen Repräsentationsbedürfnisses mit einem festangestellten Trompetenensemble eine Hofkapelle leisteten und damit den Vorbildern italienischer Fürsten folgten.
Standardisierende Neuerungen gingen von Frankreich aus. Jean-Baptiste Lully, der auch Mitglied in dem  bereits unter Ludwig XIII. bestehenden renommierten Streichorchester Vingt-quatre Violons du Roy (deutsch: „24 Streicher des Königs“) war, reformierte und vereinheitlichte das Orchester der Barockzeit nicht nur, indem er die von ihm und Jean de Hotteterre maßgeblich neu entwickelte Oboe hinzufügte (frz. hautbois) und auch die Querflöte einführte. Zudem wurde einheitliche Kleidung und einheitliche Strichrichtung bei den Spielern der Streichinstrumente erwartet. Seine Reformen fanden in ganz Europa ihren Widerhall und trugen zur Entwicklung der Orchestersuite bei. Einen ähnlichen ordnenden Impuls gab Georg Philipp Telemann in seiner Zeit in Leipzig dem Musikleben und gilt hiermit indirekt als Begründer der Tradition, die zum Gewandhausorchester führte. Neben den Holzbläsern und Streichern hatten Barockorchester den Generalbass (Basso continuo), der mit Instrumenten wie der Laute, Theorbe, Cembalo oder Orgel bzw. tiefen Streichern besetzt wurde. Mit der Entwicklung hin zur Frühklassik wurde kein Generalbass mehr verwendet. Das Cembalo, von dem aus anfänglich das Orchester geleitet wurde, verschwand vollständig als Orchesterinstrument. Die im Renaissancezeitalter bevorzugten Blasinstrumente wurden zunehmend von Streichinstrumenten verdrängt. Beispielsweise schrieb Georg Philipp Telemann einige Werke, deren Titel bereits den bewussten Verzicht auf den Generalbass nahelegt.
Mit dem Beginn des 17. Jahrhunderts bildeten sich auch reine Streichorchester heraus, die anfänglich aus Gambeninstrumenten aller Stimmlagen bestanden. Es wurden Violonen als Bassinstrumente verwendet, aber bis in die Diskantlage waren Gamben in allen Größen vertreten.
Den Blechbläsern fiel eine abweichende Rolle zu. Da sie im Barockzeitalter wegen der damals noch nicht erfundenen Ventile zum chromatischen Spiel nur bedingt befähigt waren, wurden sie anfangs nur als Militär- bzw. Signalinstrumente und für jagdliche Zwecke eingesetzt. Es entwickelte sich jedoch die spezielle Technik des Clarinblasens (claro = hell klingend) bei der Trompete, so dass dieses Instrument sich vom Lärminstrument zum Orchesterinstrument entwickelte. Auch das Horn wurde durch technische Neuerungen zum Orchesterinstrument. Sie waren allerdings wie auch die Pauken nicht regelmäßiger Bestandteil des Barockorchesters.
Die Größe eines Barockorchesters konnte je nach finanziellen Möglichkeiten, Geschmack des Herrschers, Repertoire oder der Region in Europa variieren. Teilweise war jedes Instrument nur einfach besetzt, es gab aber auch Orchester mit mehrfacher Besetzung der Instrumente. So arbeitete Johann Sebastian Bach in Köthen mit einem Ensemble mit bis zu 18 Musikern. Archangelo Corelli konnte in Rom auf 35–80 Musiker zurückgreifen und für besondere Anlässe standen bis zu 150 Musiker zur Verfügung.
Mit dem Ende des 18. Jahrhunderts begannen sich die höfischen Orchester aufzulösen, so dass nun größere Orchester entstehen konnten.

## Moderne Ensembles für die Wiedergabe alter Musik
Heutzutage versteht man unter einem Barockorchester Kammerorchester, die sich auf die Historische Aufführungspraxis spezialisiert haben und auf Originalinstrumenten oder Nachbauten spielen. Die Wiederbelebung der Spielpraxis auf Originalinstrumenten wurde mit den 1970er Jahren von Nikolaus Harnoncourt, Gustav Leonhardt, Frans Bruggen, Terrence Holford und speziell für die Trompete von Edward Tarr betrieben. Erste Versuche einer Wiederbelebung barocker Spielpraxis erfolgten für die evangelische Kirchenmusik allerdings schon zum Ende der 1950er Jahre durch Wilhelm Ehmann in Zusammenarbeit mit der Werkstatt für Blechblasinstrumente des Musikers und Unternehmers Helmut Finke. Als ein ausländisches Orchester darf als eines der frühesten Barockorchester moderner Prägung mit wissenschaftlichem Hintergrund die Nederlandse Bachvereniging gelten, die ihre Arbeit bereits in den Niederlanden 1922 aufnahm. Viele Ensembles rekrutieren ihren künstlerischen Nachwuchs zum Teil aus einem Projekt namens Barockorchester der Europäischen Union. Seitdem haben sich weltweit viele Ensembles zusammengefunden; die bekanntesten sind:
- Academy of Ancient Music
- Amsterdam Baroque Orchestra
- Nederlandse Bachvereniging, („Niederländische Bachgesellschaft“; englisch Netherlands Bach Society)
- Barockorchester Stuttgart
- Les Arts Florissants
- Barocco sempre giovane
- Concerto Köln
- The English Baroque Soloists
- The English Concert
- Europa Galante
- Freiburger Barockorchester
- Il Giardino Armonico
- Hespèrion XX and Hespèrion XXI
- Modo Antiquo
- Musica Antiqua Köln
- Orchestra of the Age of Enlightenment
- Tafelmusik Baroque Orchestra

Das Ensemble Neues Bachisches Collegium Musicum nimmt insofern einen Sonderstatus ein, als dass es ein Teil des Gewandhausorchester Leipzig ist. Es wurde von Max Pommer im Jahr 1979 gegründet in der Absicht, wissenschaftliche Erkenntnisse über historische Aufführungspraxis auf modernen Instrumenten anzuwenden. Eine Schwerpunktlegung ist die Wiederbelebung der Musik aus der Zeit von Johann Sebastian Bach und Georg Philipp Telemann, wobei beispielsweise auch Werke von Corelli, Locatelli und Vivaldi eingespielt wurden. Das Gewandhausorchester führt seine Tradition auf musikalische Veranstaltungen in teilweise universitärem Rahmen im 15. Jahrhundert beginnend zurück, wobei Georg Philipp Telemann durch die Gründung des Collegium Musicum, das später von Johann Sebastian Bach geleitet wurde, diesen Veranstaltungen einen organisatorischen Rahmen gab; u. a. auch dass Eintritt verlangt wurde. Während jedoch verschiedene studentische Collegien mitunter nicht dauerhaft existierten und unregelmäßig spielten, wurde das Telemannsche Collegium Musicum auch unter diesem Namen nach Telemanns Abgang aus Leipzig im Jahre 1705 regelmäßig weitergeführt wurde. Diese Tradition wurde in den 1740er Jahren von den Kaufleuten weitergeführt, woraus dann das Gewandhausorchester entstand – wobei der Name des Orchesters auf den Konzertsaal zurückgeht, der im Markthaus der Tuchmacher eingerichtet wurde.
Weiterhin bildeten Mitglieder des Gewandhausorchesters ein Kammerorchester namens Bachorchester zu Leipzig mit der Schwerpunktsetzung auf Kammermusik aus der Zeit von Johann Sebastian Bach.

## Instrumentation
Die wichtigsten im Barockorchester verwendeten Instrumente waren wie folgend:
- Saiteninstrumente: Violine, Viola, Violoncello, Gamben aller Stimmlagen, Violone, Laute, Theorbe, Harfe
- Tasteninstrumente: Clavichord, Spinett, Cembalo, Orgel
- Blasinstrumente: Blockflöte, Traversflöte, Oboe, Fagott, Schalmei, Zink, Krummhorn, Trompete, Horn
- Schlaginstrumente: Pauke, Trommel, Schellen, Rasseln

## Beispiele für Einspielungen barocker Musik
- Corelli Concerti Grossi[21]
- Antonio Vivaldi, Pietro Locatelli[22]